# Link Capacity Adjustment Scheme
Il Link Capacity Adjustment Scheme (schema di aggiustamento della capacità del link, abbreviato in LCAS) è un meccanismo utilizzato per il controllo dinamico della banda negli schemi trasmissivi basati su concatenazione virtuale. 
Il meccanismo si basa su un protocollo definito dall'ITU-T nella normativa G.7042 e consente di ampliare o diminuire il numero dei membri di una concatenazione virtuale anche durante il trasporto del traffico senza causarne l'interruzione.
Il protocollo prevede una serie di messaggi di controllo che consentono di negoziare e attuare, alle estremità del circuito concatenato, l'uso del protocollo stesso, l'aggiunta o rimozione di membri (allargamento/riduzione della banda), l'esclusione temporanea di uno o più membri per guasto con la redistribuzione del traffico tra i membri superstiti.
In base alla normativa, il protocollo si applica a tutte le tecnologie di trasmissione che consentono schemi di concatenazione virtuale, in particolare SDH/SONET.